# So viel Zeit
So viel Zeit ist eine deutsche Tragikomödie des Regisseurs Philipp Kadelbach aus dem Jahr 2018.
Der Film entstand nach der gleichnamigen Romanvorlage von Frank Goosen. Die deutsche Rockband Scorpions tritt mit einem Cameo-Auftritt in Erscheinung. 

## Handlung
Rainer hasst seinen Job, wurde von seiner Ehefrau verlassen und schließlich erhält er noch die Diagnose, dass er unheilbar krank sei und bald sterben müsse.
Da beschließt er, seine Jugendband „Bochums Steine“ zu reaktivieren, deren Durchbruch er vor 30 Jahren durch sein Verhalten verhindert hat, was ihm seine Ex-Bandkollegen Bulle, Konni, Thomas und Ole immer noch verübeln. Rainer muss sie also erst vom Comeback überzeugen.

## Kritik
„Es sind vor allem die kleinen Beobachtungen und Details wie etwa die authentischen Dialoge, die dafür sorgen, dass ‚So viel Zeit‘ nie wie ein Aufguss von thematisch verwandten Filmen wie ‚Still Crazy‘ wirkt.“

„Mit viel Ruhrpott-Flair versehene Tragikomödie um sympathische Verlierertypen, die allerdings wenig Profil gewinnen. Auch der Humor bleibt recht unsubtil und oberflächlich, während die weitgehend ungebrochene Huldigung an kraftbetonte Männerbilder eher irritiert.“